# Smrek (Západní Tatry)
Smrek (polsky Smrek, 2072 m n. m.) je hora v Západních Tatrách na Slovensku. Nachází se v jižní rozsoše vrcholu Plačlivé (2127 m) mezi samotným Plačlivým, od kterého je oddělena Žiarským sedlem (1917 m), a Barancem (2184 m), od kterého je oddělena Sedlem nad Pustým (1968 m). Západní svahy spadají do horních partií Žiarské doliny, východní do Jamnícké doliny. Hora je budována krystalickými břidlicemi a rulami. Na hřebeni se zde nacházejí až 600 m dlouhé hřebenové (podélné) a úboční příkopy, které jsou pokračováním zlomu na Ostrém Roháči (2088 m). Ve sněhových výležiscích na dně příkopů se vyskytuje vrba bylinná (Salix herbacea) a bika chlupatá (Luzula pilosa).

## Přístup
- po žluté  značce z vrcholu Baranec nebo z Žiarského sedla

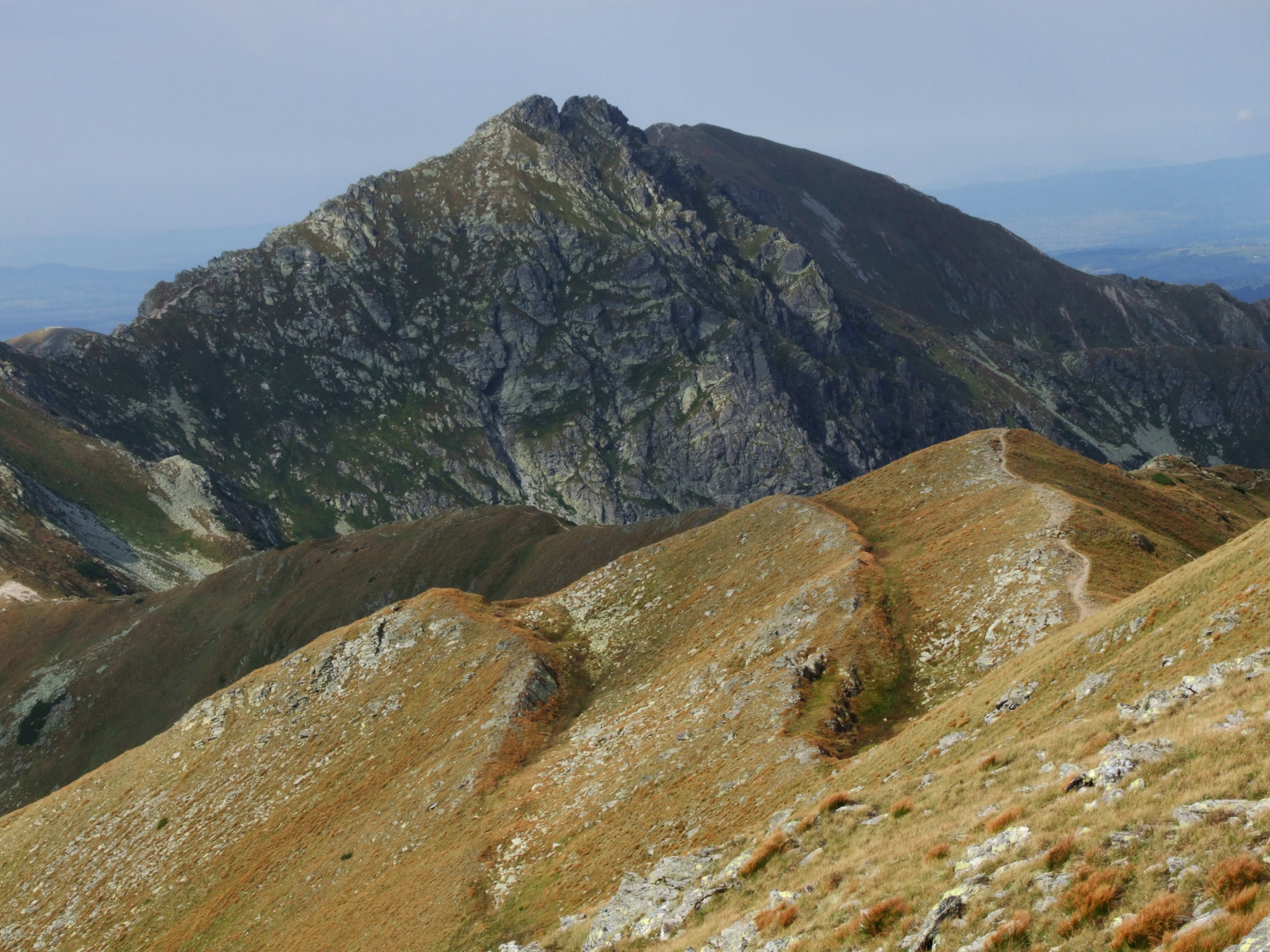
Hluboké svahové deformace na svazích Smreku, v pozadí Ostrý Roháč